# Заслужений майстер народної творчості України
Заслу́жений ма́йстер наро́дної тво́рчості Украї́ни  — державна нагорода України — почесне звання України.

## Історія нагороди
Встановлено 3 грудня 1958 року під назвою «Заслужений майстер народної творчості Української РСР».
Нині надається Президентом України відповідно до Закону України «Про державні нагороди України». Згідно з Положенням про почесні звання України від 29 червня 2001 року, це звання присвоюється:
|  | майстрам, які створили видатні твори в галузі вишивки, килимарства, ткацтва, кераміки, скла, різьблення, моделювання, декоративного розпису, живопису та скульптури, ковальства, виготовлення унікальних музичних інструментів та інших видів декоративно-ужиткового мистецтва |

## Див також
- Категорія:Заслужені майстри народної творчості УРСР
- Категорія:Заслужені майстри народної творчості України